# Sânpetru German, Arad
Sânpetru German (sau Sânpetru Nemțesc, germană Deutschsanktpeter, maghiară Németszentpéter) este un sat în comuna Secusigiu din județul Arad, Banat, România.

## Istoria

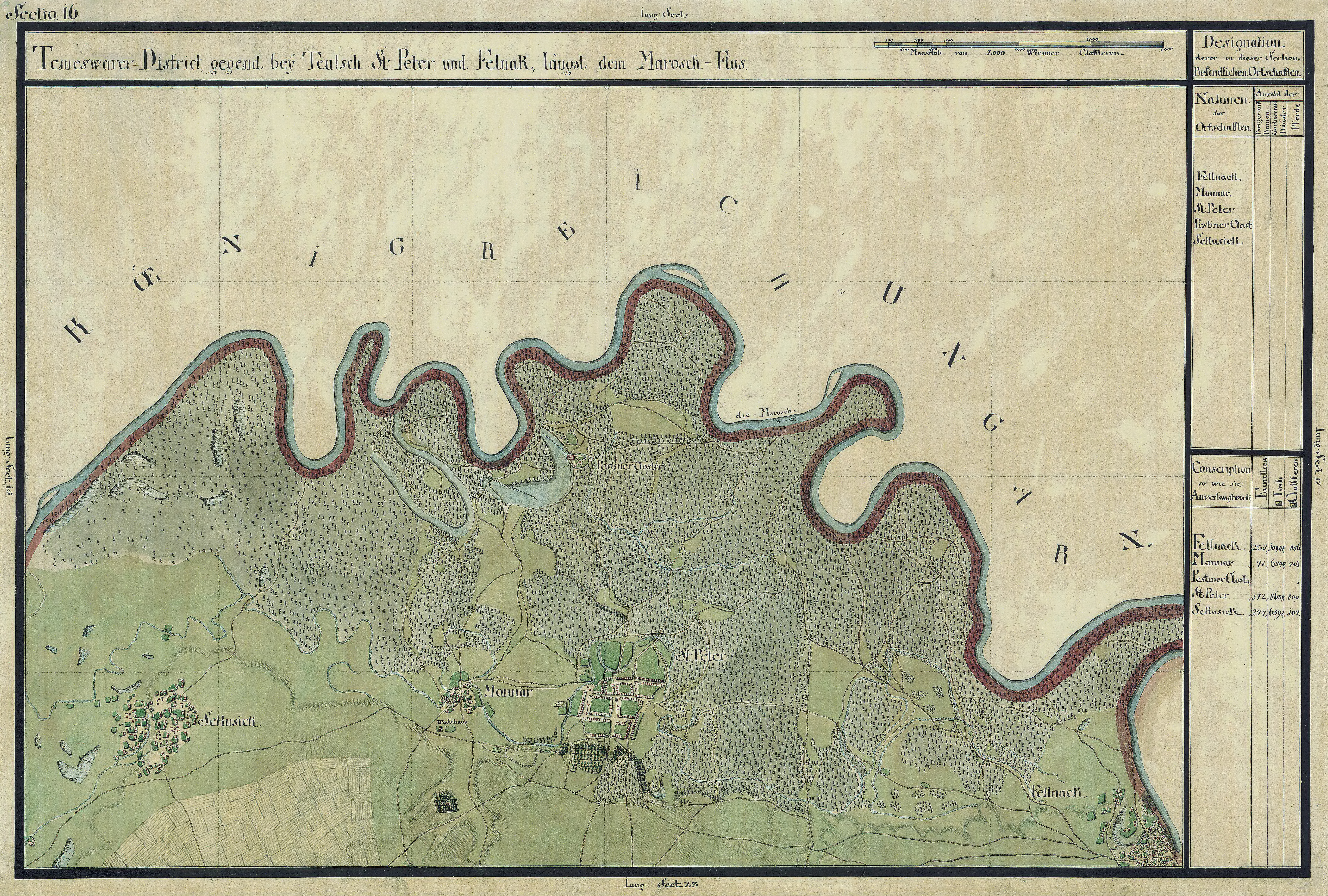
Sânpetru German în Harta Iosefină a Banatului

Localitatea Sânpetru German își are originile în secolul 18 (1724) când, pe vremea reginei Maria Terezia, mai multe zeci de familii de imigranți de origine germană, împreună cu preotul catolic Cezar Lacour Lorraine din regiunea Pădurii Negre, au fost aduse aici pentru a popula regiunea aflată sub dominație habsburgică. De-a lungul timpului, localitatea a fost populată și cu maghiari, în special în secolul 19. Conform unei hărți din 1891, Sânpetru German aparținea comitatului Timiș din Regatul Ungar. Conform unui recensământ din 1910, în Sânpetru German erau 80% germani, 18% maghiari, comunitatea română numărând doar câteva familii. Localitatea a avut o dezvoltare vertiginoasă, ajungând să aibă în 1925-28, trei bănci populare cu proprietari locali. După 1946, odată cu instaurarea regimului comunist, se începe o masivă repopulare, aducându-se cetățeni de naționalitate română de pe cuprinsul întregii Românii. În 2002, la ultimul recensământ, populația română avea o pondere de peste 70%, cea maghiară la 	12%, iar cea germană ajungând la 2%.

## Economia
Localitatea dispune de peste 3000 ha de teren arabil, ceea ce face ca agricultura să dețină cea mai mare pondere a activităților economice locale. Industria textilă și marochinăria dețin, de asemenea, o pondere vizibilă. Din păcate, vechile activități economice care au avut rădăcinile în perioada comunistă au suferit o decădere semnificativă : ferme de animale, morărit, prestări servicii agricole.

## Educația
În localitate există o grădiniță, o școală primară și un gimnaziu.

## Religie
Există în Sânpetru German o biserică romano-catolică construită în jurul anilor 1774-1775. Biserica ortodoxă construită după Al Doilea Război Mondial deservește credincioșii ortodocși, al căror număr a crescut semnificativ în ultimii zeci de ani. Există, mai nou, și o comunitate însemnată de penticostali și baptiști în localitate.
În anul 2011, a început construirea unei biserici reformate, finalizată în 2012 cu ajutorul enoriașilor reformați si cu sprijinul si supravegherea permanentă a preotului Jozsa Ferenc.